# Maurizio Bruno
Maurizio Bruno (Genova, 10 settembre 1933 – Genova, 10 dicembre 2015) è stato un calciatore e allenatore di calcio italiano, di ruolo terzino o libero.

## Carriera
In carriera ha totalizzato 90 presenze in Serie A, tutte con la maglia del Genoa, con una rete all'attivo in occasione del pareggio esterno con l'Atalanta della stagione Serie A 1957-1958.
Ha inoltre disputato 28 incontri in Serie B nella file di Genoa e Savona, centrando coi rossoblù la promozione in massima serie nell'annata 1961-1962 e la vittoria della Coppa delle Alpi 1962, giocando anche nella finale contro il Grenoble.
Da allenatore ha ottenuto la promozione in Serie C1 con il Prato, dopo lo spareggio con l'Alessandria (a Modena: Prato-Alessandria 3-2).
È scomparso a Genova nel dicembre 2015 all'età di 82 anni

## Palmarès

### Giocatore

#### Competizioni nazionali
- Serie B: 1

Genoa: 1961-1962

#### Competizioni internazionali
- Coppa delle Alpi: 1

Genoa: 1962

### Allenatore

#### Competizioni nazionali
- Serie D: 1

Turris: 1970-1971